# Margaret Osborne duPont
Margaret Evelyn Osborne duPont, född 4 mars 1918 i Joseph, Oregon, död 24 oktober 2012 i El Paso, Texas, var en amerikansk tennisspelare. Hon är med sina sammanlagt 37 vunna Grand Slam-titlar en av de allra främsta kvinnliga tennisspelarna genom tiderna. Hon rankades som världsetta periodvis 1947-50.
duPont upptogs 1967 i International Tennis Hall of Fame.

## Tenniskarriären
Mest känd blev Margaret duPont för sina 20 dubbeltitlar tillsammans med amerikanskan Louise Brough. Tillsammans utgjorde de ett av tidernas mest framgångsrika dubbelpar. I par med bland andra Bill Talbert och Ken Rosewall var hon också en framgångsrik mixed dubbelspelare med flera GS-titlar, varav fyra konsekutiva i Amerikanska mästerskapen.
Margaret duPont var också en skicklig singelspelare och vann Amerikanska mästerskapen tre år i följd (1948-50) genom finalsegrar över Louise Brough (1948; 4-6, 6-4, 15-13), och Doris Hart (1949 och 1950). Hon vann singeltiteln första gången i Franska mästerskapen 1946 genom att i finalen besegra Pauline Betz. Hon vann den turneringen också 1949 genom finalseger över fransyskan Nelly Landry. Wimbledonmästerskapen vann hon 1947 med finalseger över Doris Hart. Säsongerna 1949 och 1950 spelade hon final mot Louise Brough, men förlorade båda gångerna. DuPont ställde aldrig upp i Australiska mästerskapen.
Margaret duPont deltog i det amerikanska Wightman Cup-laget 1946-50, 1954-55, 1957 och 1962, och förblev obesegrad i alla sina 18 spelade matcher. Hon var lagets kapten i omgångar 1953-65.

## Spelaren och personen
Margaret duPont växte upp i San Francisco, där hon också lärde sig tennisspelet. Hon gjorde sin "Grand Slam-debut" i Amerikanska mästerskapen 1938. duPont var en utpräglad "serve-volley"-spelare. Hennes spelstil var mycket väl anpassad till dubbelspel, där hon ofta uppträdde som "dirigenten" på banan. Hon hade stor förmåga att variera sina grundslag och ge bollarna olika slags skruv, vilket gjorde dem svårbedömda för motståndarna. Hennes lobbar och volleyslag var utmärkta, liksom hennes servar.
DuPont gifte sig 1947 och fortsatte att spela på toppnivå även efter det att paret fått en son.
Efter sin aktiva tävlingskarriär ägnade sig Margaret duPont med stor framgång åt att föda upp tävlingshästar på en ranch i El Paso, Texas, dit paret flyttade 1966. DuPont avled den 24 oktober 2012 i El Paso.

## Grand Slam-finaler, singel (10)

### Titlar (6)
| År   | Mästerskap                   | Finalmotståndare | Setsiffror      |
| 1946 | Franska mästerskapen         | Pauline Betz     | 1-6, 8-6, 7-5   |
| 1947 | Wimbledonmästerskapen        | Doris Hart       | 6-2, 6-4        |
| 1948 | Amerikanska mästerskapen     | Louise Brough    | 4-6, 6-4, 15-13 |
| 1949 | Franska mästerskapen(2)      | Nelly Landry     | 7-5, 6-2        |
| 1949 | Amerikanska mästerskapen(2)  | Doris Hart       | 6-3, 6-1        |
| 1950 | Amerikanska mästerskapen (3) | Doris Hart       | 6-4, 6-3        |

### Finalförluster (engelska; runner-ups) (4)
| År   | Mästerskap               | Finalmotståndare | Setsiffror      |
| 1944 | Amerikanska mästerskapen | Pauline Betz     | 6-3, 8-6        |
| 1947 | Amerikanska mästerskapen | Louise Brough    | 8-6, 4-6, 6-1   |
| 1949 | Wimbledonmästerskapen    | Louise Brough    | 10-8, 1-6, 10-8 |
| 1950 | Wimbledonmästerskapen    | Louise Brough    | 6-1, 3-6, 6-1   |

## Övriga Grand Slam-titlar
- Franska mästerskapen
  - Dubbel - 1946, 1947, 1949
- Wimbledonmästerskapen
  - Dubbel - 1946, 1948, 1949, 1950, 1954
  - Mixed dubbel - 1962
- Amerikanska mästerskapen
  - Dubbel - 1941, 1942, 1943, 1944, 1945, 1946, 1947, 1948, 1949, 1950, 1955, 1956, 1957
  - Mixed dubbel - 1943, 1944, 1945, 1946, 1950, 1956, 1958, 1959, 1960